# Iodure de potassium
L'iodure de potassium est un composé inorganique de formule chimique KI. Il s'agit du sel de potassium et d'acide iodhydrique HI. Il se présente sous la forme d'un solide cristallisé blanc constitué d'ions potassium K+ et iodure I−. C'est l'iodure économiquement le plus important. Moins hygroscopique que l'iodure de sodium NaI, il se manipule plus facilement. Il présente une teinte jaunâtre lorsqu'il contient des impuretés ou sous l'effet du vieillissement, les ions iodure I− s'oxydant en iode I2 au contact prolongé de l'air:
4 KI + 2 CO2 + O2 → 2 K2CO3 + 2 I2.
L'iodure de potassium est utilisé en médecine sous la forme de comprimés contenant typiquement 130 mg de KI, ce qui représente environ 100 mg d'iode. Il peut également être administré sous forme de « solution saturée d'iodure de potassium » (SSKI).
Le kelp est une source naturelle en KI ; la quantité en iodure peut varier de 0,089  à   8,165 mg/g dans les variétés asiatiques, ce qui rend l'estimation de son apport par l'alimentation difficile. Manger 3 à 5 grammes d'algues très séchées, non rincées apporterait 100  à   150 μg d'iodure, soit à peu près les apports journaliers recommandés.

## Structure
L'iodure de potassium est un cristal ionique, K+;I−, de même structure que le chlorure de sodium, c'est-à-dire deux réseaux cubiques à faces centrées imbriqués l'un dans l'autre, décalés de a/2 suivant l'un des axes de la maille.

## Production
On obtient l'iodure de potassium en faisant réagir de l'hydroxyde de potassium KOH avec de l'iode I2:
6 KOH + 3 I2 → 5 KI + KIO3 + 3 H2O.
L'iodate de potassium KIO3 est ensuite réduit par du carbone :
2 KIO3 + 3 C → 2 KI + 3 CO2.

## Solution saturée
Une solution saturée d'iodure de potassium — dite « SSKI » — contient, dans sa forme générique aux États-Unis, 1 g/mL de KI, ce qui, pour une posologie d'adulte d'environ 5 gouttes, représente 333 mg de KI et environ 250 mg d'iodure (I−). La SSKI étant un liquide visqueux, il est habituellement convenu qu'il faut 15 gouttes pour 1 mL et non 20 comme dans le cas de l'eau.
La SSKI peut être simplement préparée en saturant l'eau avec du KI, c'est-à-dire en ajoutant de l'iodure de potassium solide à l'eau, jusqu'à ce que celui-ci ne se dissolve plus, ne nécessitant donc aucun appareil de mesure.

## Applications

### Chimie inorganique
L'ion iodure étant un réducteur doux, il peut être facilement oxydé en iode I2 par un oxydant fort tel que le chlore Cl2 :
2 KI (aq) + Cl2 (aq) → 2 KCl + I2 (aq).
Cette réaction est utilisée pour isoler l'iode à partir de ressources naturelles.
Comme les autres sels d'iodure, l'iodure de potassium forme des triiodures en I3− lorsqu'il se combine avec I2 :
KI(aq) + I2 (s) → KI3 (aq).
Contrairement à I2, les sels d'I3− sont particulièrement solubles dans l'eau. À travers cette réaction, I2 est utilisé dans les titrages par oxydoréduction. Le KI3 aqueux, ou « solution de lugol », est utilisé comme désinfectant et comme solution de gravure pour les surfaces d'or.
L'iodure de potassium est aussi un précurseur de l'iodure d'argent AgI, qui est utilisé dans les pellicules photographiques haute vitesse :
KI(aq) + AgNO3 (aq) →  AgI(s) + KNO3 (aq).

### Chimie organique
KI sert de source d'ions iodure en synthèse organique. On peut par exemple noter son utilisation pour préparer des iodures d'aryle à partir de sels d'arènediazonium,, par exemple :
L'iodure de potassium, source d'iodure, peut aussi servir de catalyseur nucléophile pour l'alkylation de chlorures d'alkyle, bromures d'alkyle et mésylates.

### Industrie
L'iodure de potassium est un précurseur de l'iodure d'argent AgI, un composé chimique important en photographie argentique. Il est utilisé dans certains désinfectants et certains traitements pour les cheveux. Il est aussi utilisé en recherche biomédicale comme désactivateur. Cependant, pour certains fluorophores, l'addition de KI à des concentrations en µM-mM provoque une augmentation de l'intensité de fluorescence, et l'iodure agit comme un amplificateur de fluorescence.
Dans le domaine photovoltaïque, l'iodure de potassium est un composé de l'électrolyte des cellules solaires à pigment photosensible (cellules Grätzel, ou Dye-Sensitized Solar Cell), tout comme le diiode.

### Alimentation
L'iodure de potassium est utilisé comme complément alimentaire pour l'alimentation du bétail ainsi que certains régimes humains. Dans ce dernier cas, c'est l'additif le plus commun utilisé pour « ioder » le sel de table (une mesure de santé publique afin de prévenir une carence en iode pour les populations ne consommant que peu de fruits de mer et de poissons). L'oxydation de l'iodure provoque de lentes pertes en iode contenu dans le sel iodé exposé à l'air. L'iodure de métal alcalin (sodium ou potassium), avec le temps et une exposition à un excès d'oxygène et de dioxyde de carbone, s'oxyde lentement en carbonate de sodium Na2CO3 ou de potassium K2CO3 et en iode I2, qui ensuite s'évapore.

### Applications pharmaceutiques
- Les solutions saturées d'iodure de potassium (SSKI) peuvent être utilisées comme traitement d'urgence pour l'hyperthyroïdie, un fort taux d'iodure arrêtant temporairement la sécrétion de la thyroxine par la glande thyroïdienne[16]. Le traitement typique commence par une dose de charge, puis ¹⁄₃ mL de SSKI trois fois par jour.
- Des solutions d'iodures, à base de quelques gouttes de SSKI ajoutées à une boisson, peuvent être utilisées comme expectorants afin d'augmenter le taux d'eau dans les sécrétions respiratoires et de faciliter leur expectoration[réf. nécessaire]
- La SSKI a été proposée comme traitement topique contre la sporotrichose, mais aucun essai n'a été mené pour déterminer son efficacité ni ses éventuels effets secondaires[17].
- L'iodure de potassium a été utilisé comme traitement symptomatique chez les patients souffrant d'érythème noueux dont la cause de lésions persistantes était inconnue. Il a notamment été utilisé dans les cas d'érythèmes noueux associé à la maladie de Crohn[18].

#### Protection de la thyroïde durant certains traitements médicaux

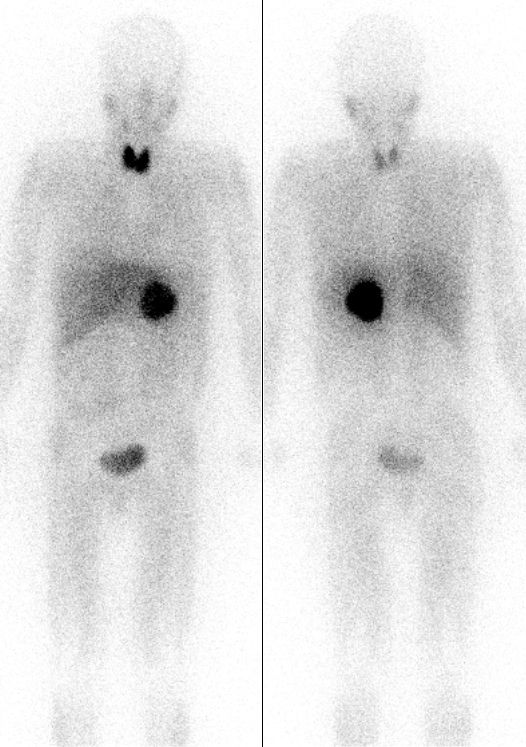
Phéochromocytome (tache noire circulaire au centre du corps) vu par scintigraphie MIBG, de face (gauche) et de dos (droite). Les radiations proviennent du MIGB porteur d'iode radioactif ; on observe également une radiation parasite de ce produit dans la thyroïde (près du cou) et dans la vessie.

L'iodure de potassium est utilisé pour saturer la thyroïde d'iode non-radioactif lorsqu'on utilise des composés contenant de l'iode radioactif en médecine nucléaire, que ce soit pour diagnostic (imagerie médicale) ou pour traitement, et que la thyroïde n'est pas ciblée. C'est par exemple le cas de l'iobenguane (MIBG), utilisé aussi bien pour repérer de tissus tumoraux par scintigraphie que pour les traiter. C'est aussi le cas du fibrinogène iodé, utilisé en radioimagerie au fibrinogène pour observer la coagulation. Même si ces composés qui contiennent de l'iode radioactif ne le contiennent pas sous forme d'iodure, ils peuvent être finalement métabolisés ou décomposés en donnant des iodures radioactifs, que la thyroïde a naturellement tendance à absorber. Pour éviter cela, il est donc commun de saturer la thyroïde avec de l'iode non-radioactif.
Toutes les sources ne sont pas d'accord sur la durée nécessaire de « blocage » de la thyroïde, cependant on peut observer un consensus sur la nécessité de ce blocage à la fois pour les applications en scintigraphiques et thérapeutiques de l'iobenguane.
La Food and Drug Administration et l'Association européenne de médecine nucléaire  recommandent les doses normales d'iodure de potassium dans le cas d'utilisation d'iobenguanes suivantes :
- pour les enfants de moins d'un mois 16 mg;
- pour les enfants d'un mois à trois ans, 32 mg;
- pour les enfants de 3 à 13 ans (AEMN) ou 18 ans (FDA), 65 mg;
- pour les patients au-dessus de 13 ans (AEMN) ou les adultes (FDA) 130 mg.

Ces deux agences ne sont cependant pas d'accord sur la durée du traitement. La FDA, pour l'iobenguane disponible dans le commerce marqué à l'iode 123, recommande l'administration d'iodure de potassium une heure avant l'administration du composé radiopharmaceutique, quel que soit l'âge, alors que l'Association européenne de médecine nucléaire recommande (aussi bien pour l'iobenguane marqué avec de l'iode 123 que de l'iode 131) l'administration d'iodure de potassium un jour avant l'administration du composé radiopharmaceutique et de continuer un jour après celle-ci, à l'exception des nouveau-nés qui eux ne doivent recevoir de l'iodure de potassium le jour précédent.
Aux États-Unis, les notices de l'iobenguane à l'iode 131 utilisé pour diagnostic recommandent l'administration d'iodure de potassium un jour avant l'injection, et de continuer 5 à 7 jours après celle-ci, la demi-vie de cet isotope étant plus longue, et le danger qu'il représente pour la thyroïde plus élevé. L'iobenguane à l'iode 131 pour usage thérapeutique nécessite une autre posologie, à savoir commencer l'administration de 24 à 48 heures avant l'injection d'iobenguane et continuer 10–15 jours après celle-ci.

#### Protection de la thyroïde en cas d'incident, attaque ou accident nucléaire

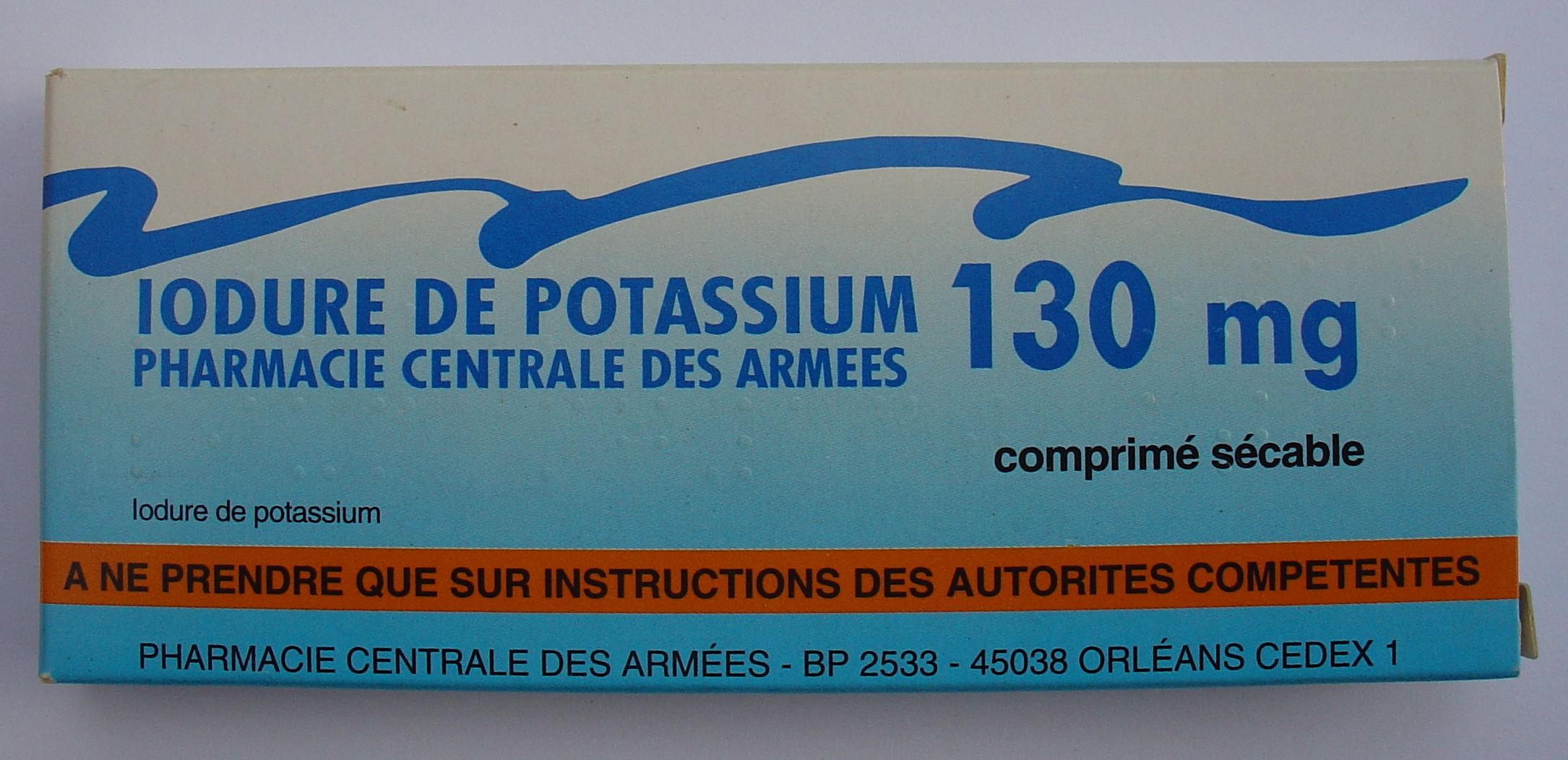
Boîte de comprimés d'iodure de potassium destiné à saturer l'organisme et la thyroïde en cas de risque d'exposition à de l'iode radioactif (Dose pour adulte ; 130 mg par comprimé.)

En cas de contamination radioactive de l'environnement par l'iode 131, par exemple après un accident nucléaire, l'attaque d'une centrale nucléaire ou en cas de retombées radioactives due à une bombe atomique ou d'une « bombe sale », de nombreux radionucléides volatils, produits de fission, peuvent être relâchés dans l'environnement. L'un des plus communs est l'iode 131, de symbole 131I, qui a la particularité d'être facilement assimilé par la thyroïde, et est de ce fait susceptible de provoquer des cancers de la thyroïde.
En complément de mesures immédiates passives (principalement confinement et arrêt de toute consommation de produits contaminés), il est possible de saturer la thyroïde en ingérant une petite quantité d'iode stable (non radioactif, il s'agit généralement d'iodure de potassium) afin d'empêcher l'iode radioactif de s'y accumuler et d'y favoriser l'apparition d'un cancer. Ceci doit être fait avant l'exposition par ingestion ou inhalation. L'absorption d'iode 131I radioactif diminue alors d'au moins un facteur 90.
Pour une prophylaxie optimale, le KI doit être donc administré précocement, puis quotidiennement tant que les risques d'exposition (inhalation ou ingestion) aux radioisotopes d'iode sont présents et significatifs. Cette mesure cible surtout les enfants et femmes enceintes, avec « très peu d’effets secondaires, surtout si l'on respecte les rares contre-indications. Elle pourrait être inutile chez l’adulte, voire déconseillée après soixante ans et chez l’adulte aux antécédents de pathologie cardiovasculaire ».
L'effet protecteur d'un comprimé de KI dure environ 24 heures.
Une date de péremption est fixée sur l'emballage ou la tablette, variant de 5 à 7 ans selon le type de comprimés (voire plus si les conditions de conservation idéales ont été respectées). La formulation liquide de KI a une durée de vie de 5 ans.
L'iodure de potassium n'assure aucune protection contre les sources d'empoisonnement par radiation autres que les radioisotopes de l'iode, comme les radioisotopes du césium (césium 137 par exemple).
Aux États-Unis, cette utilisation de l'iodure de potassium en protection radiologique de la thyroïde a été approuvée par la FDA en 1982. C'est la FDA qui détermine les seuils et les doses d'utilisation, publiés et mis à jour dans des documents spécifiques, y compris pour la préparation des individus et des familles en cas de danger de contamination,,. Une étude demandée par les CDC a été conduite par l'Académie américaine des sciences, avec un Conseil de chercheurs spécialisés dans le domaine des effets des rayonnements (Research Council’s Board on Radiation Effects Research) sur la distribution et l'administration d'iode stable.
| Âge                 | Dose de KI (mg/jour) |
| ------------------- | -------------------- |
| Au-dessus de 12 ans | 130                  |
| De 3 à 12 ans       | 65                   |
| De 1 à 36 mois      | 32                   |
| < 1 mois            | 16                   |

En 1999, l'Organisation mondiale de la santé a estimé que les comprimés de KI en usage préventif dans le cas de retombées nucléaires ne sont pas recommandés pour les adultes de plus de 40 ans (sauf si les niveaux de radiations inhalés prévus menacent la fonction thyroïdienne) car les effets secondaires de l'iodure de potassium augmentent avec l'âge et peuvent dépasser ses effets protecteurs.

## Effets indésirables
Les médecins ont rapporté quelques cas où un traitement à l'iodure de potassium a provoqué un gonflement de la glande parotide (l'une des trois glandes qui sécrètent la salive), gonflement attribué aux effets stimulants de l'iode sur la production de salive
Pour le traitement liquide, une solution saturée de KI (SSKI) est habituellement administré par voie orale. Chez l'adulte, environ 250 mg d'iodure, répartis en plusieurs prises par jour (5 gouttes de SSKI correspondant théoriquement à environ 1/3 ml) bloquent le fonctionnement de la thyroïde lorsqu'on souhaite prévenir l'excrétion d'hormone thyroïdienne. Occasionnellement, cette dose est utilisée comme expectorant. Les doses anti-iode radioactif utilisées pour bloquer la fixation d'iode 131 par cette glande sont plus faibles, avec environ 100 mg par jour pour un adulte, et moins que cela pour les enfants (des tableaux existent avec les doses selon le poids).
Toutes ces doses sont bien plus élevées que celle de l'iode nécessaire à l'alimentation normale, qui n'est que de 150 µg/jour (microgrammes, et non milligrammes). À des doses importantes, et parfois à des doses bien plus faibles, des effets secondaires de l'iodure médical, à des doses 1 000 fois supérieures aux besoins normaux de l'organisme, peuvent inclure : l'acné, une perte d'appétit, des maux d'estomac ou (surtout pendant les premiers jours, alors que le corps s'habitue au médicament) des effets secondaires plus graves qui exigent de consulter un médecin : fièvre, faiblesse, fatigue inhabituelle, gonflement du cou ou la gorge, ulcérations dans la bouche, éruptions cutanées, nausées, vomissements, douleurs à l'estomac, rythme cardiaque irrégulier, d'engourdissement ou de picotements dans les mains ou les pieds, ou encore goût métallique dans la bouche.

## Divers
Il fait partie de la liste des médicaments essentiels de l'Organisation mondiale de la santé (liste mise à jour en avril 2013).